# Petróleo Ipiranga
Petróleo Ipiranga est une entreprise pétrolière brésilienne basée à Porto Alegre.